# Skorec asijský
Skorec asijský (Cinclus pallasii) je malý akvatický pěvec, který se vyskytuje v horských oblastech východní části Palearktické oblasti. Stejně jako u ostatních skorců je život skorce asijského vázán na rychle tekoucí horské bystřiny, do kterých se potápí pro potravu a v jejíchž těsné blízkosti i hnízdí.

## Systematika
Postavení skorce asijského v rámci rodu skorec

|  | skorec vodní (C. cinclus)    |
|  |                              |
|  | skorec asijský (C. pallasii) |
|  |                              |

|  | skorec šedý (C. mexicanus)                                                                              |
|  | |
|  | \| \| skorec bělohlavý (C. leucocephalus) \| \| \| \| \| \| skorec rezavohrdlý (C. schulzi) \| \| \| \| |
|  | |
|  | skorec bělohlavý (C. leucocephalus)                                                                     |
|  | |
|  | skorec rezavohrdlý (C. schulzi)                                                                         |
|  | |

|  | skorec bělohlavý (C. leucocephalus) |
|  |                                     |
|  | skorec rezavohrdlý (C. schulzi)     |
|  |                                     |

|  | skorec vodní (C. cinclus)    |
|  |                              |
|  | skorec asijský (C. pallasii) |
|  |                              |

|  | skorec šedý (C. mexicanus)                                                                              |
|  | |
|  | \| \| skorec bělohlavý (C. leucocephalus) \| \| \| \| \| \| skorec rezavohrdlý (C. schulzi) \| \| \| \| |
|  | |
|  | skorec bělohlavý (C. leucocephalus)                                                                     |
|  | |
|  | skorec rezavohrdlý (C. schulzi)                                                                         |
|  | |

|  | skorec bělohlavý (C. leucocephalus) |
|  |                                     |
|  | skorec rezavohrdlý (C. schulzi)     |
|  |                                     |

|  | skorec vodní (C. cinclus)    |
|  |                              |
|  | skorec asijský (C. pallasii) |
|  |                              |

|  | skorec šedý (C. mexicanus)                                                                              |
|  | |
|  | \| \| skorec bělohlavý (C. leucocephalus) \| \| \| \| \| \| skorec rezavohrdlý (C. schulzi) \| \| \| \| |
|  | |
|  | skorec bělohlavý (C. leucocephalus)                                                                     |
|  | |
|  | skorec rezavohrdlý (C. schulzi)                                                                         |
|  | |

|  | skorec bělohlavý (C. leucocephalus) |
|  |                                     |
|  | skorec rezavohrdlý (C. schulzi)     |
|  |                                     |

|  | skorec vodní (C. cinclus)    |
|  |                              |
|  | skorec asijský (C. pallasii) |
|  |                              |

|  | skorec šedý (C. mexicanus)                                                                              |
|  | |
|  | \| \| skorec bělohlavý (C. leucocephalus) \| \| \| \| \| \| skorec rezavohrdlý (C. schulzi) \| \| \| \| |
|  | |
|  | skorec bělohlavý (C. leucocephalus)                                                                     |
|  | |
|  | skorec rezavohrdlý (C. schulzi)                                                                         |
|  | |

|  | skorec bělohlavý (C. leucocephalus) |
|  |                                     |
|  | skorec rezavohrdlý (C. schulzi)     |
|  |                                     |

Druh formálně popsal nizozemský přírodovědec Coenraad Jacob Temminck v roce 1820. Druhové jméno pallasii odkazuje k německému přírodovědci Peterovi Pallasovi. Nejbližším příbuzným skorce asijského je jeho euroasijský protějšek ze západní části Palearktické oblasti skorec vodní (C. cinclus). Skorec asijský se vyskytuje ve 3 poddruzích s následujícím rozšířením:
- C. p. tenuirostris Bonaparte, 1850 – severní Afghánistán a horské oblasti střední Asie až po Himálaj;
- C. p. dorjei Kinnear, 1937 – od východního Himálaje po Myanmar a severozápadní Thajsko;
- C. p. pallasii Temminck, 1820 – východní Sibiř (včetně Sachalinu a Kurilských ostrovů) a střední Čína až k Japonsku a Indočíně, na jih až k Tchaj-wanu.

Vybraná dobová vyobrazení
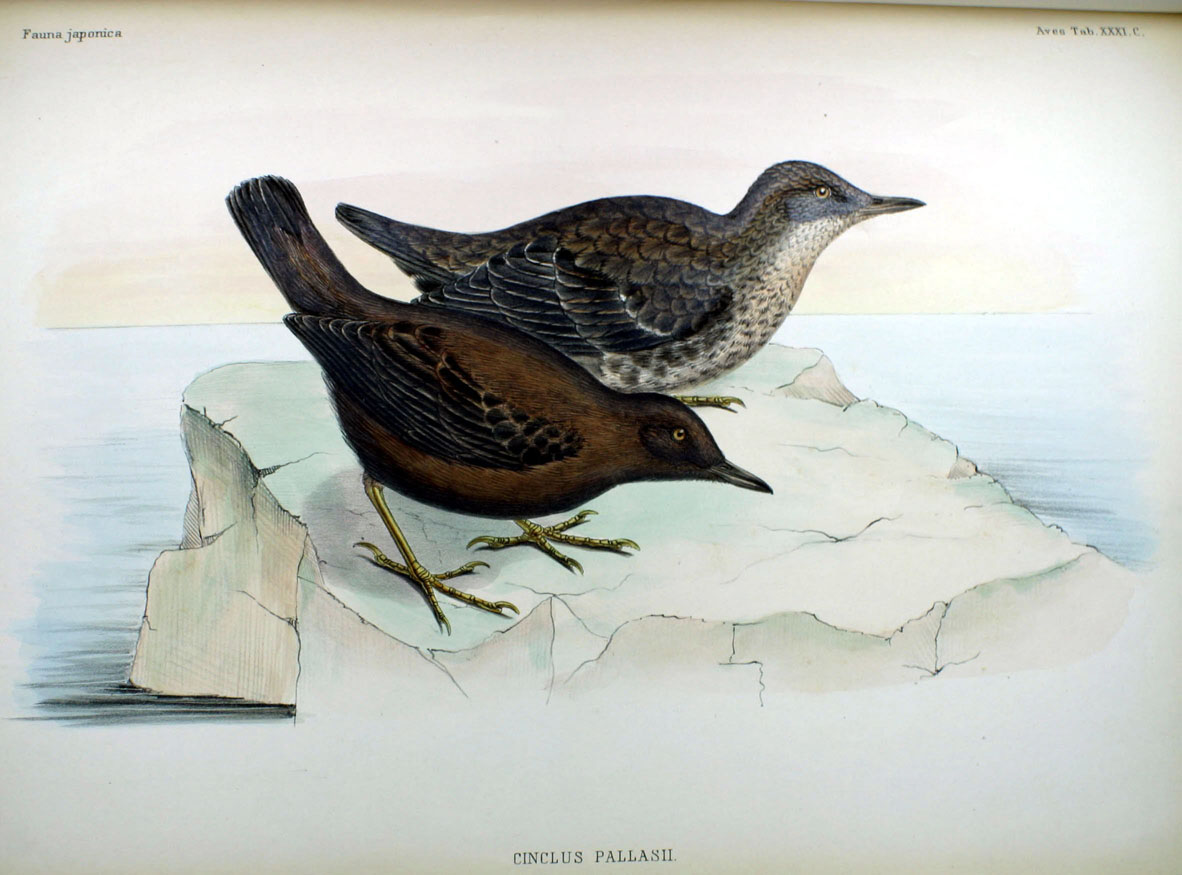
Dospělec (vlevo) a nedospělý jedinec (Philipp Franz von Siebold, 1842)
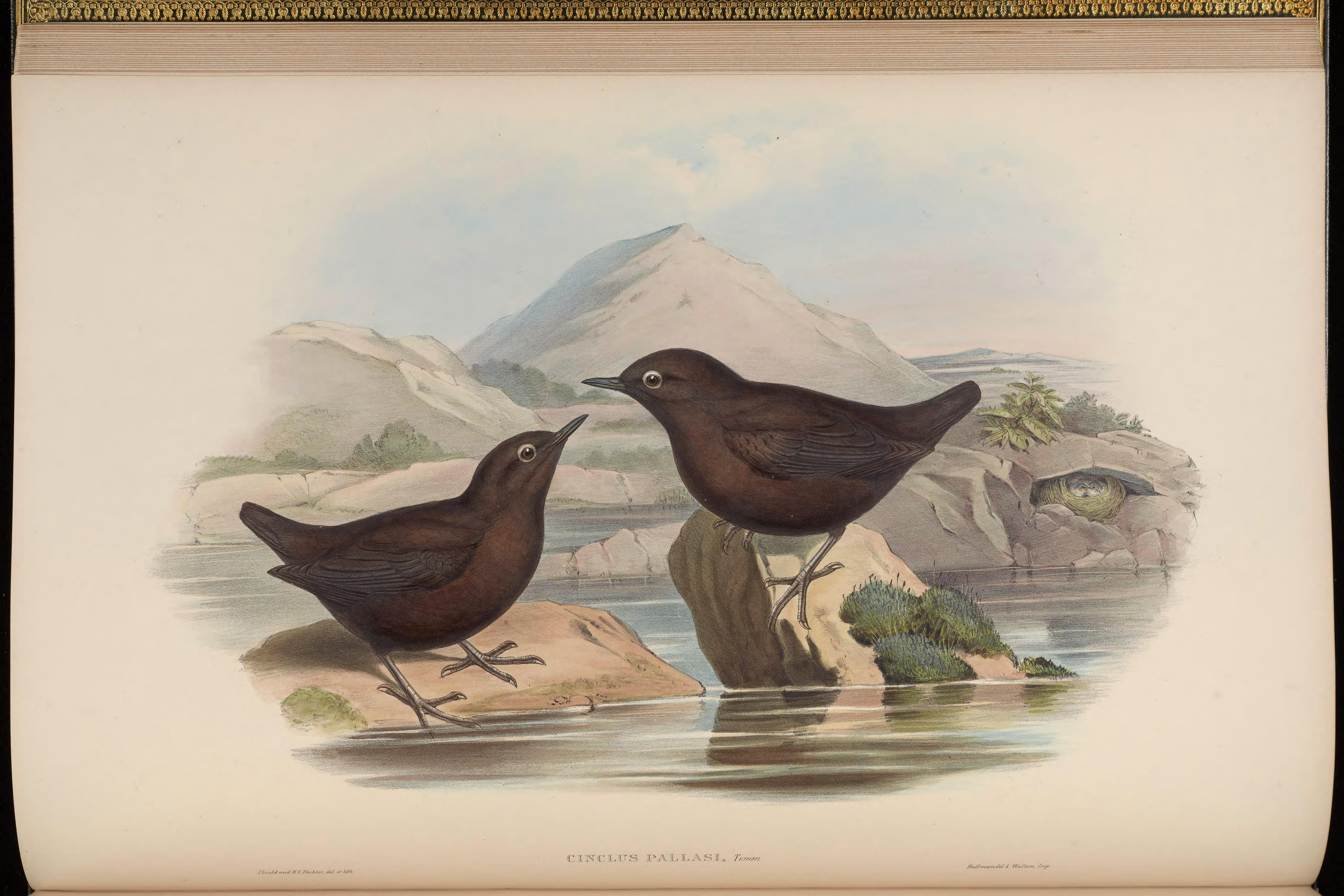
Pár skorců (John Gould, mezi 1850–1881)

## Popis
Tento středně velký pěvec měří 21–23 cm, váha se pohybuje kolem 76–89 g. Opeření skorce asijského je tmavě čokoládové. Hřbet a hruď jsou mírně teplejších odstínů. Spodní strana křídel je tmavě šedohnědá. Duhovky jsou tmavé, avšak přes oči často promrkává bílá mžurka. Zobák načernalý, statné nohy tmavě hnědočerné. Pohlavní dimorfismus je nevýrazný. Juvenilní jedinci se vzhledově výrazně liší od dospělců, takže je lze dobře rozpoznat – jejich opeření je převážně bledě hnědočerné s šedobílými skvrnami na hlavě a hrdle a šedobílým vroubkováním na hrudi, břichu a hřbetu. Ruční a loketní letky i rýdovací pera juevnilních skorců asijských mají šedobílé lemování podél okrajů per.

## Rozšíření a populace
Celková populace druhu nebyla kvantifikována, avšak na vhodných stanovištích je druh popisován jako běžný a široce rozšířený. Mezinárodní svaz ochrany přírody hodnotí skorce asijského jako málo dotčený taxon.

## Biologie

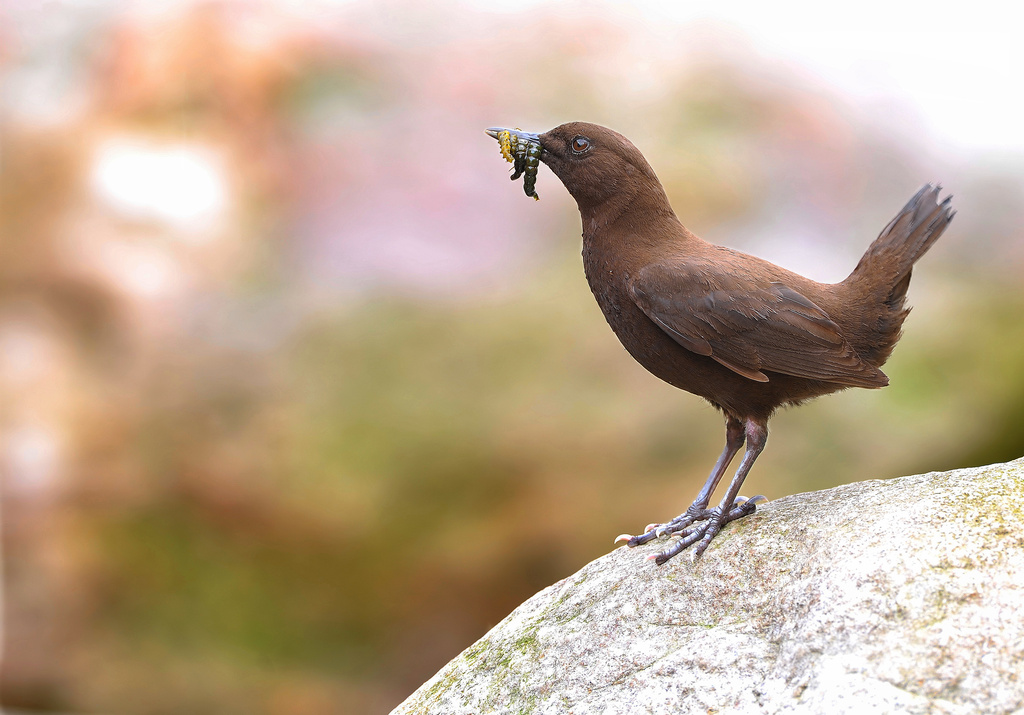
Dospělec s potravou v zobáku

Skorec asijský je akvatický druh pěvce, jehož život je vázán na vodu. Je dovedný plavec i potápěč. Veškerou potravu získává z vody, ze které získává vodní bezobratlé živočichy jako jsou larvy chrostíků a jepic nebo malé rybky. Nedospělí jedinci preferují hlavně menší potravu jako jsou larvy chrostíků. Potápění vyžaduje větší energetické nároky na získávání potravy, nicméně přináší skorcům i větší kořist. K potápění tak dochází hlavně v období hnízdění mezi prosincem a dubnem. V zimních měsících (cca květen až říjen), kdy jsou energetické nároky na skorců asijských nižší, se skorci spokojí s vyklováváním bezobratlých živočichů z mělkého dna při okrajích říček a nepotápí se. Podobně se ani nepotápí ti skorcové, kteří během hnízdního období nezahnízdili.
Habitat druhu tvoří rychle tekoucí horské bystřiny vysokých nadmořských výšek od cca 1000 m n. m. do 2000–3000 m n. m. (Kazachstán, Tádžikistán) a výjimečně až do 4600 m n. m. (Nepál). Jedná se převážně o stálého ptáka, avšak na zimu může sestupovat do níže položených nezaledněných oblastí. Na ruské Sibiři ve Verchojanském pohoří byla objevena subpopulace, která zůstává na zimu vysoko v horách, kde teploty vzduchu běžně klesají k −55 °C, v noci až k −65 °C a množství denního světla se v zimě pohybuje pouze kolem 3 hodin. Místní subpopulace skorců se i v těchto teplotách potápí do potoků pro potravu. Některé z tamějších bystřin totiž nezamrzají z důvodu lokálních termálních pramenů, které potoky oteplují nad bod mrazu, nicméně voda zůstává studená pod 10 °C.
Hlasově se projevuje tvrdým a hlasitým dzzít, čít nebo bzučivým zzit zzit. Umí i trylkovat. Hlasový projev druhu je velmi hlasitý a zvučný, což dobře slouží v šíření hlasu skrze hlučné bublání potoků.

### Hnízdění
Staví si sférické či eliptické hnízdo s poměrně malým otvorem o průměru kolem 8 cm. Hnízdo má dvojité stěny; vnější je postavena z mechu, vnitřní část je postavena z jemných kořínků a částí listů. Hnízda se většinou nachází přímo nad plovoucím bublajícím potokem mezi balvany. Skorci často využívají ta samá hnízda rok co rok. Staví ho oba partneři, stavba zabere kolem 7–10 dní. Samice klade 3–6, nejčastěji 5 leskle bílých vajec. Inkubace trvá 19–20 dní, ptáčata vylétávají z hnízd ve věku 21–24 dní.

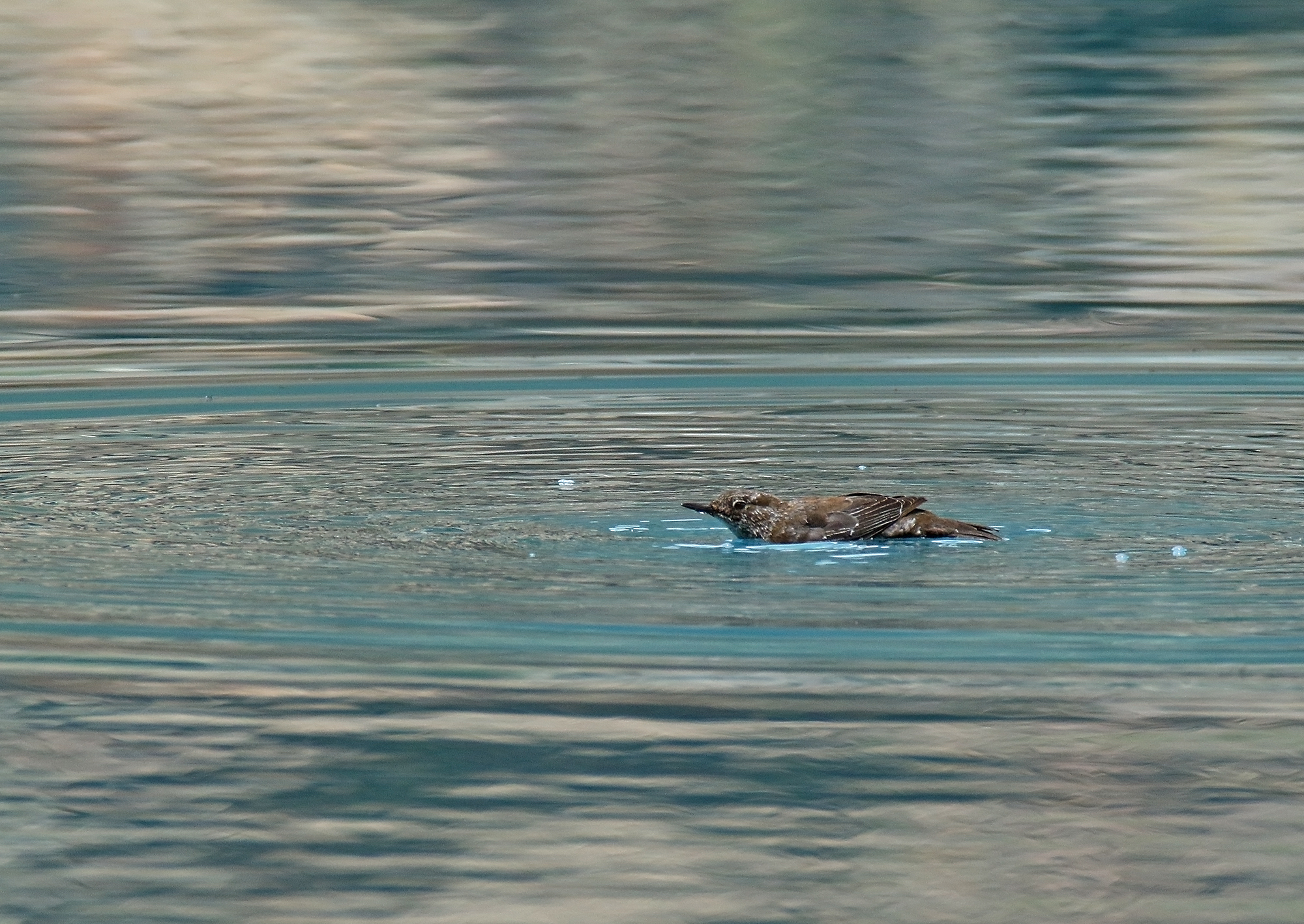
Skorec asijský při sběru potravy (Pákistán)
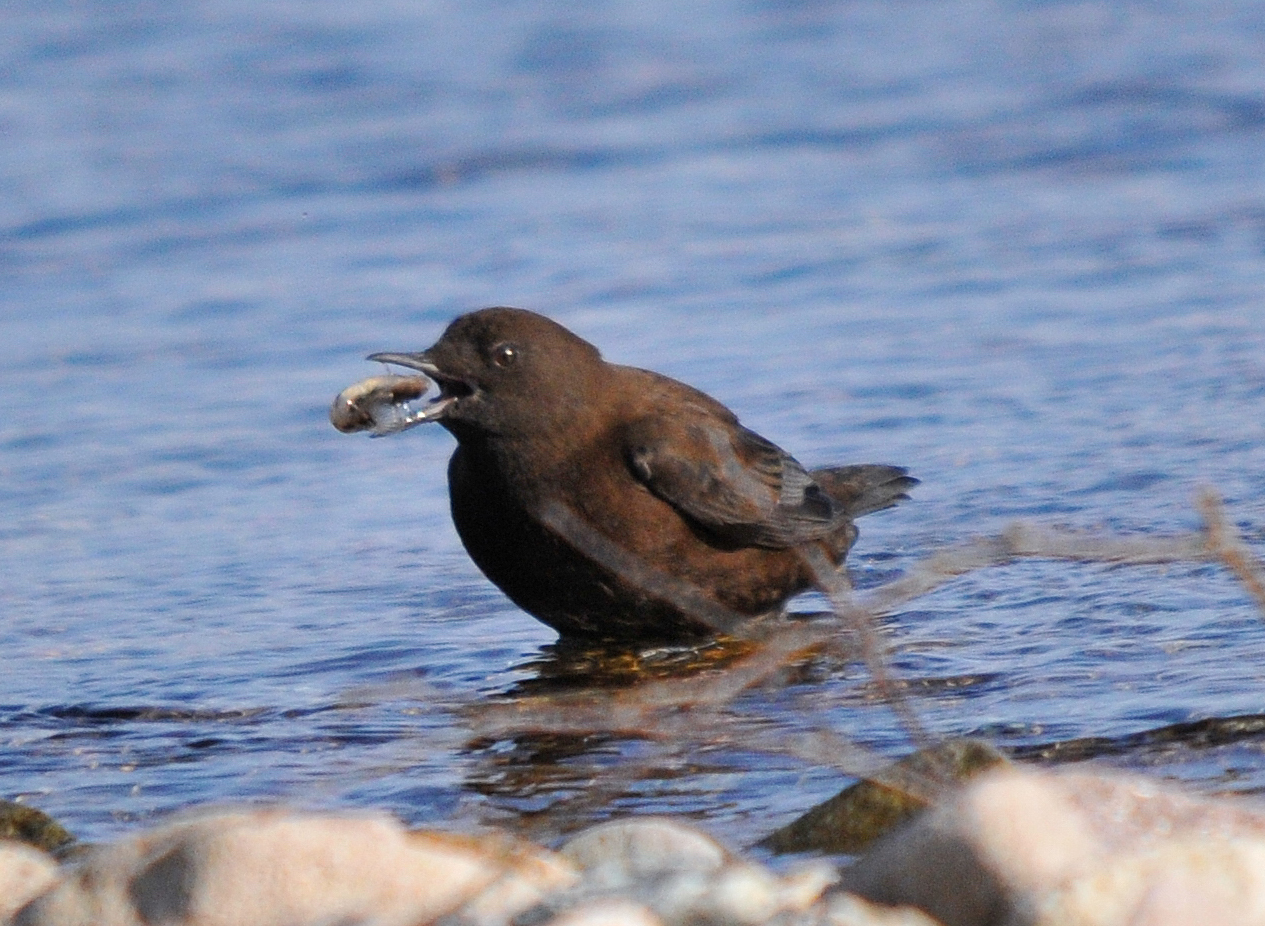
Dospělec při polykání potravy
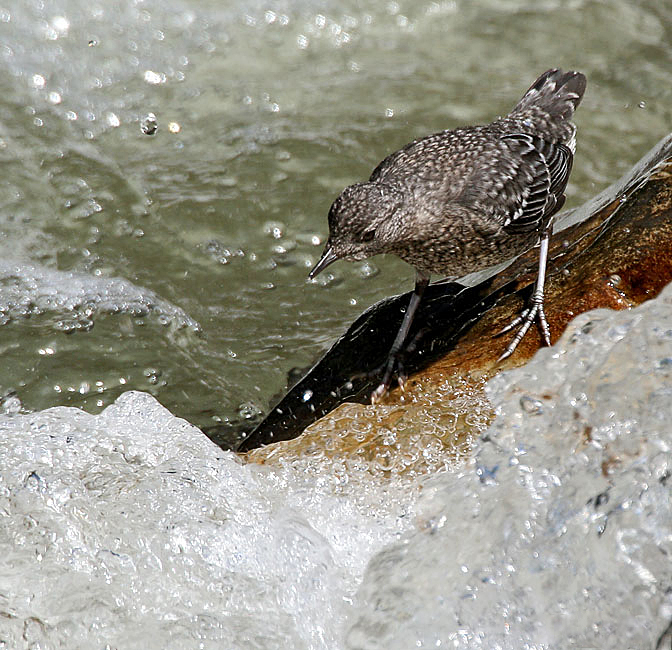
Nedospělý jedinec